# Georg von der Pfalz

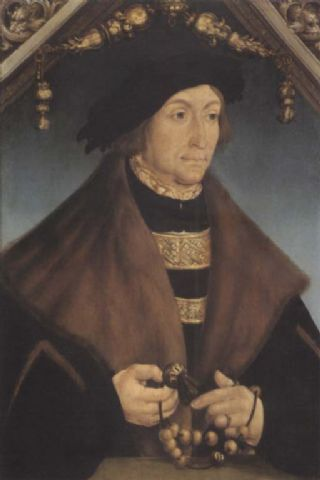
Bischof Georg von der Pfalz, zeitgenössisches Gemälde auf Holz

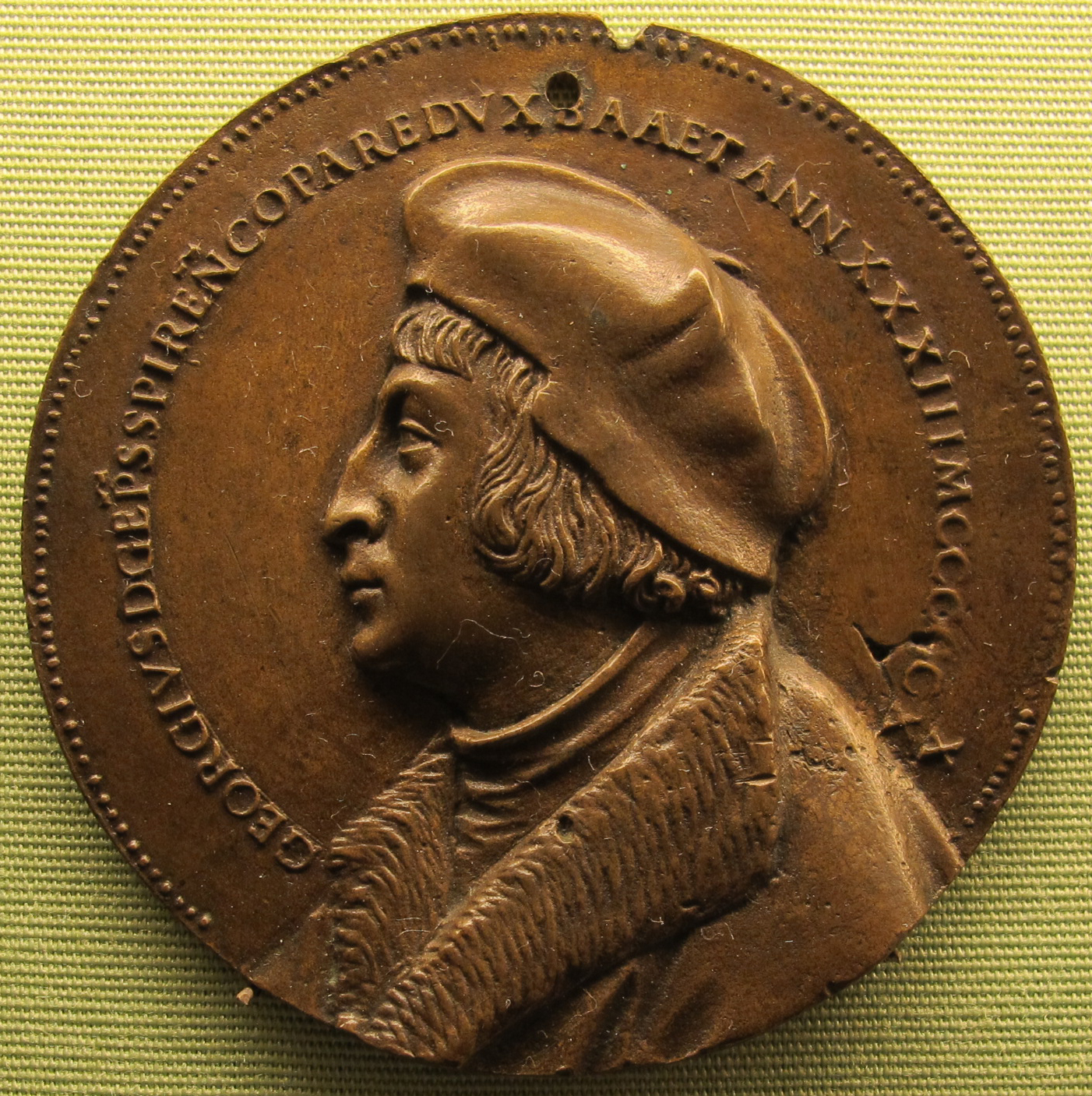
"Georg von der Pfalz"-Medaille (Hans Schwarz, 1520)

Georg von der Pfalz (* 10. Februar 1486 in Heidelberg; † 27. September 1529 im Schloss Kislau bei Bad Mingolsheim) war Bischof von Speyer von 1513 bis 1529.

## Leben
Seine Eltern waren Kurfürst Philipp und Margarete von Bayern-Landshut, eine Tochter von Ludwig dem Reichen.
Er erhielt Kanonikate in Mainz, Trier und Speyer, war von 1499 bis 1506 Dompropst in Mainz, seit 10. November 1502 Propst zu St. Donatian in Brügge, dann Pfarrer in Hochheim und Lorch. Am 12. Februar 1513 wurde er Bischof von Speyer. Nach einem Studium in Heidelberg 1514 empfing Georg am 10. Juli 1515 die Priesterweihe und am 22. Juli die bischöfliche Weihe.
Papst Leo X. beauftragte ihn 1514 mit der Untersuchung eines theologischen Streites zwischen dem Dominikaner-Inquisitor Jakob van Hoogstraten und Johannes Reuchlin. Für den Bischof verfasste dessen gelehrter Domdekan Thomas Truchseß von Wetzhausen 1516 ein Gutachten, das Reuchlins Schriften als jeder Ketzerei unverdächtig erklärte und diesen rehabilitierte. Ursprünglich hatte der Oberhirte seinen Generalvikar Georg von Schwalbach mit dieser Aufgabe betraut, der jedoch ablehnte.

Georg bemühte sich um die Disziplin des Klerus seines Bistums und verbot den Geistlichen das Studium von Luthers Schriften. Er konnte es jedoch nicht verhindern, dass sich sein Weihbischof Engelbrecht der neuen Lehre anschloss. Eines seiner eindringlichsten Schreiben an den Klerus erließ er am 28. April 1523 und es heißt darin u. a.:

„Die verdächtigen, der heiligen katholischen Kirche und den alten Überlieferungen ganz widerstrebenden Lehren Luthers sind, was wir mit grossem Schmerze erwähnen müssen, in den meisten Orten und Pfarreien unserer Diözese durch die Pfarrer, Prediger und durch andere, die weder von uns, noch von unserem Generalvikare zum Predigen aufgestellt sind, unter die ungelehrten Gläubigen ausgestreut und gepflanzt worden, wodurch bei diesen nicht nur Irrtum, Aufruhr, Mord und gefährliche Bewegung der Gemeinden entstehen können... Dabei ermahnen wir Euch, den Gottesdienst mit Beseitigung aller Ungebühr, mit Eingezogenheit, Ernst, Ehrfurcht, Würde, Besonnenheit, soviel wie möglich mit Andacht, in der Furcht des Herrn, abzuhalten und das Volk nicht nur in heilsamer Lehre zu unterweisen, sondern es durch gute Handlungen, durch einen untadelhaften Wandel und durch das Beispiel zur Frömmigkeit zu ermuntern, damit wenn auf diese Weise alles Ärgernis gehoben und die Verachtung des geistlichen Standes entfernt ist, wir als Kämpfer Christi und Vermittler zwischen Gott und dem Volke, die Strafrute des Ewigen durch unser Gebet und andere gute Werke zu besänftigen und abzuhalten vermögen.“

Idealisiertes Barockgemälde, Schloss Bruchsal: Bischof Georg von Speyer (mit Brustkreuz) verhandelt mit aufständischen Bauern in Herrenalb, April 1525.

Zu Ostern 1525 begann auch im Bistum der Pfälzer Bauernkrieg, wobei die bischöflichen Keller gestürmt wurden. Georg floh nach Heidelberg, die Bauern nahmen die Schlösser Kislau, Rothenberg und Bruchsal ein, setzten eine provisorische Regierung ein, überfluteten das Amt Udenheim und bedrohten Speyer selbst. Am 29. April 1525 ritt Georg zu den Aufständischen nach Herrenalb und versprach ihnen, sie dürften nach Belieben Prediger annehmen. In Udenheim (Philippsburg) eröffnete er Unterhandlungen mit ihnen und unterzeichnete am 5. Mai 1525 einen Vertrag. Mit Waffengewalt schlugen Kurpfalz und andere Fürsten schließlich den Bauernaufstand nieder. Danach versuchte der Speyerer Oberhirte, laut Allgemeiner Deutscher Biografie, „mit Milde und Gerechtigkeit die Wunden aus diesen stürmischen Tagen zu heilen und das zeitliche Wohl seiner Unterthanen zu fördern“. 1525 berief er den Domkapitular Johannes Brenner von Löwenstein († 1537) zu seinem Generalvikar.
Georg nahm 1529 am Reichstag in Speyer teil und erlag am 27. September des Jahres der Englischer Schweiß genannten Seuche. Er wurde im Dom zu Speyer bestattet, sein Denkmal im Jahre 1689 während des Pfälzischen Erbfolgekriegs von den Franzosen zerstört.

## Wappen
Das fürstbischöfliche Wappen ist üblicherweise geviert. Die Felder des Wappenschildes führen im Wechsel das Familienwappen der Wittelsbacher und das Wappen des Bistums Speyer, ein silbernes Kreuz auf blauem Grund.